# 엘다 (워해머 40,000)
엘다는 워해머 40,000의 세계관에 속한 외계 종족으로 엘프와 비슷한 개념으로 만들어졌으며 초능력을 사용해 미래를 엿볼 수 있다. 그들은 워해머 40,000의 세계에서 가장 오랜 역사를 자랑하는 종족 중 하나이며 기술력 또한 최고 수준을 자랑한다. 엘다의 군대는 빠른 속도와 안정적인 기술력이 장점이지만 수적으로 밀리는 경우가 잦고 방어에 취약하다. 하지만 이러한 약점은 워해머 40,000의 세계관에서 가장 많은 싸이커를 보유하고 있다는 점으로 보완한다. 엘다는 크게 세가지로 분류되며 각자 고유의 군사 기술을 보유하고 있다. 이는 일반적으로 엘다라 불리는 크래프트월드 엘다와 다크 엘다, 그리고 엑소다이트로 나뉜다. (엑소다이트는 워해머 40,000의 세계관과 배경 스토리에서만 등장하며 테이블탑 게임을 위한 미니어처는 생산되지 않고 있다.)

## 엘다의 타락
타락 이전의 엘다는 우주 최고의 기술을 자랑하는 종족이었으며, 가장 강력한 종족으로 여겨졌다. 그들의 기술은 너무나 높은 수준까지 도달해 엘다 개개인은 아무런 일도 하지 않아도 될 정도였다. 하지만 그 때문에 24,000년과 25,000년 사이에 여러 엘다가 삶이 제공할 수 있는 모든 쾌락을 맛보기 위해 광신적인 종교 집단들을 생성하기 시작했다.
엘다의 예언자들이 이 상태가 유지되면 종족의 파멸을 불러올 것이라는 경고를 수없이 했음에도 불구하고 엘다는 끊임없이 쾌락을 추구했으며, 끝내 엘다 제국의 정부와 질서는 무너졌다. 매일같이 이어지는 사악한 종교 의식에 의해 엘다 도시들의 길거리는 언제나 피로 물들어 있었으며, 의식의 제물로 사용하기 위해 동족끼리의 사냥이 이어지면서 매일같이 수천 명이 죽임을 당했다. 하지만 소수의 엘다는 자신들의 사회가 스스로를 파괴하고 있음을 일찍이 깨닫고 고향을 떠났다. 이들은 엘다 세계의 중심에서 가장 멀리 위치한 식민 행성으로 이주하였으며, 훗날 엑소다이트라 불리게 된다.
사람이 죽으면 그 영혼은 물리의 영역을 벗어나 워프에 도달하게 된다. 죽임을 당한 엘다의 수가 늘면서 워프에 쌓이는 엘다 영혼의 밀도는 점점 높아졌다. 이 영혼 덩어리는 점차 워프속에서 엘다의 쾌락주의를 상징하는 형태를 갖추게 된다. 이 덩어리는 30,000년 즈음에 완전체가 되며 슬라네쉬라는 혼돈의 신을 창조한다. 이 슬라네쉬의 탄생과 함께 엘다의 고향을 중심으로 우주 전체를 뒤흔든 대폭발이 일어난다. 이 폭발에 휩싸인 모든 엘다는 순식간에 파멸했고 그들의 영혼은 슬라네쉬에게 먹혔다. 엘다의 신들 대부분 또한 슬라네쉬에게 먹혔다.
엘다의 타락은 엘다 제국을 멸망시켰으며, 폭발에 휩싸이지 않은 극소수만이 생존을 위해 싸우게 되었다. 타락 이전, 파멸을 향하고 있는 자신들의 세계를 혐오하던 소수의 엘다는 고향을 떠나기 위해 크래프트월드라는 거대한 우주선을 만들었다. 타락의 시간이 왔을 때 크래프트월드들은 탈출했지만 몇몇 우주선들은 충격파에 휩싸여 폭발했다. 폭발의 중심인 엘다의 고향에서 멀리 떨어져 있던 엑소다이트들의 거주지는 살아남았다. 타락이 반복되는걸 막기 위해 살아남은 엘다들은 엘다의 길 시스템을 창조하였다.

## 엘다의 길
엘다는 타락이 다시 한번 반복되는 것을 무엇보다 두려워한다. 재앙의 반복을 막고 슬라네쉬의 먹이가 되지 않기 위해 대부분의 크래프트월드 엘다들은 특정 방식에 집중된 삶을 산다. 이것이 엘다의 길이라 불리며, 이러한 길은 전사의 길, 예언자의 길, 통솔자의 길, 추방자의 길등이 있으며, 비군사적인 길도 존재한다. 엘다는 어느 특정 길을 완전히 익혔을 때 "미아"가 되지 않도록 새로운 길을 다시 걷기 시작한다. 한번 "미아"가 되면 다시는 그 길을 떠날 수 없으며 엑자크(달인)이 된다. 엑자크는 특정 길의 달인으로써 대우받지만 그들을 향한 엘다의 관점은 존경보다 애도에 가깝다. 이는 하나의 길에 갇혀버리는 바람에 더 이상의 발전을 할 수 없는 것에 대한 안타까움을 표현하는 것이다. 다행히도 엘다의 생명은 무척 길기 때문에 대부분의 엘다는 여러 길을 익힐 시간이 충분히 있으며 자신의 한계에 도달했다고 느끼면 새로운 길을 택하곤 한다.

## 대립하는 파벌
다크 엘다는 엘다 종족의 하나로 해적질, 노예사냥, 고문 등 사디스트적인 행위를 한계까지 끌어올려 즐기는 자들이다. 그들은 슬라네쉬를 탄생하게 한 장본인들의 잔당이며, 자신들보다 "천한" 종족들을 대신 죽이고 사디스트적인 쾌락을 제공함으로써 슬라네쉬를 만족시키면 자신들이 먹힐 확률이 낮아질거라고 믿고 있다. 다크 엘다는 웹웨이를 통해 타 종족의 워프 점프 기술보다 훨씬 빠르고 안전하게 은하계를 이동할 수 있으며, 이 능력을 적극 활용해 여러 종족들을 침략한다.
엘다 할리퀸은 어둠의 도서관을 관리하는 자들이며 웃음의 신을 섬긴다. 그들은 자신들이 엘다를 다시 통일시킬 수 있는 자들이라 믿고있으며 엘다 종족의 보전을 위해 살아간다. 이들은 다양한 엘다 파벌들 사이를 오가며 그들을 모두 한데 모을 계획을 한다. 타 엘다 파벌들은 할리퀸을 존경과 공포의 눈길로 바라본다. 할리퀸은 그 수가 적어 보기 드물지만 존경받는 전사들이며, 전장에 나타난다면 가장 강한 상대를 향해 돌격하는 경우가 대부분이다.

## 참고 문서
- Cassern S Goto, (2007). 《Eldar Prophecy (Warhammer 40,000 Novels (Paperback))》. Nottingham: Games Workshop. ISBN 1-84416-451-9.
- Priestley, Rick (1994). 《Warhammer 40,000 Codex: Eldar》 2판. Nottingham: Games Workshop. ISBN 1-872372-74-0.
- Thorpe, Gav (2001). 《Warhammer 40,000 Codex: Eldar》 3판. Nottingham: Games Workshop. ISBN 1-869893-39-5.
- Spurrier, Simon (2005). 《Xenology》. Nottingham: Black Library. ISBN 1-84416-282-6.